# Nicolae Bălcescu, Tulcea
Nicolae Bălcescu (în trecut Baș-Chioi) este un sat în comuna Nalbant din județul Tulcea, Dobrogea, România.